# 赫施豪森
赫施豪森是德国莱茵兰-普法尔茨州的一个市镇。总面积2.38平方公里，总人口141人，其中男性78人，女性63人（2011年12月31日），人口密度59人/平方公里。